# Fougerolles-Saint-Valbert
Fougerolles-Saint-Valbert – gmina we Francji, w regionie Burgundia-Franche-Comté, w departamencie Górna Saona. W 2016 roku liczba ludności wynosiła 4004 mieszkańców. 
Gmina została utworzona 1 stycznia 2019 roku z połączenia dwóch ówczesnych gmin: Fougerolles oraz Saint-Valbert. Siedzibą gminy została miejscowość Fougerolles. 